# 郭德琳
郭德琳（1916年9月—2016年8月4日），江西省兴国县人，中华人民共和国政治人物。

## 生平
1931年5月参加革命工作，1934年4月加入中国共产党。历任江西省兴国县游击大队通讯员、红三军团五军一师政治部通讯员、红一军团二师五团三营卫生员，1934年参加长征，1936年2月调红军大学学习。1937年9月起先后担任一二九师直属警卫连指导员、一二九师师直政治处组织干事。1938年11月，历任冀南军区政治部组织股长、冀南九旅二十五团总支书记、冀南九旅二十五团政治处副主任、主任。
1943年7月，调延安中央党校学习，1945年10月起，历任东北民主联军总部炮兵旅政治部主任、东北民主联军护路军政治部副主任、铁道兵团政治部组织部长、上海铁路局杭州办事处副主任、上海铁路监察室副主任、东北军区军事运输司令部副政委兼政治部主任、东北军区军事交通部政治委员。1957年11月，历任沈阳铁路管理局党委副书记、铁道部杭州铁路局党委书记、浙江省计划经济委员会副主任兼国防工办主任。2016年8月4日，在杭州逝世，享年101岁。
1955年9月被授予大校军衔，荣获三级八一勋章、二级独立自由勋章、二级解放勋章。